# リンダ・アルディ
リンダ・アルディ（Linda Hardy, 1973年10月11日 - ）は、フランスナント出身の女優である。元ミス・フランス。

## 出演作品

### 映画
- インファナル・シティ/女捜査官サンドラ（ローラ・ファニッセ）
- ゴッド・ディーバ（ジル）

### テレビドラマ
- アンダーカバー